# 蒲池久憲
蒲池 久憲（かまち ひさのり）は、南北朝時代から室町時代にかけての武将。蒲池氏10代・藤原道兼流宇都宮氏族蒲池氏（後蒲池）祖。

## 生涯

### 嵯峨源氏蒲池氏の継承
正平14年/延文4年（1359年）、筑後川の戦い（大保原の戦い）で、父宇都宮懐久は伯父貞邦と共に討ち死にしており、南朝の凋落後、久憲は所領のない九州に土着すべく、久留米近くの高良玉垂宮（高良大社）の社前で、やはり父を建武3年/延元元年（1336年）の多々良浜の戦いで失っていた南朝方の蒲池武久の娘と夫婦になる。久憲は武久討ち死に以来、約20年以上もの間、当主不在であり滅びかけていた渡辺党蒲池氏の名跡と遺領を継ぎ、蒲池久憲と名乗る。
久憲について『筑後志』は「粟田関白藤原道兼の末葉であり宇都宮左衛門尉朝綱の後胤である。久憲三代の祖の宇都宮藤原貞久は正中年間（1324年 - 1326年）、征西将軍営に供奉して肥後国に下り、久憲の時において渡辺党蒲池氏の婿となりその遺跡を領す。」と記し、『肥陽軍記』は「筑後国蒲池氏は宇都宮弥三郎朝綱の末葉であり、初め宇都宮久憲が鎮西に下向し、筑後に着して蒲池の家を興し、8代後の蒲池鎮漣まで、下筑後に七千町を領し、筑後国中の諸侍に親類多く家は冨栄えた」と記している。

### 後蒲池（宇都宮党蒲池氏）
久憲は、筑後国守護の大友氏の傘下に入り、 文中2年/応安6年（1373年）10月に大友親世と菊池武朝が肥後国で激突した際、久憲は田尻鑑安ら筑後の諸将と共に大友軍に属し竹井に陣を構えたが、戦いは菊池氏の勝利となった。戦いとは別に久憲は、嫡子の義久、曾祖父の宇都宮貞泰以来、近しい同族でもあった豊前宇都宮氏の嗣子となる城井則房、一族の大木氏を継ぐ大木資貞をもうけ、一族の門脈を筑後に広め、蒲池氏は筑後随一の大身となる。また久憲は応永年間に城郭を拡張して城下町を築いた（『三潴郡誌』）とされることから、久憲がのちの蒲池氏発展の基礎を作ったといえよう。
久憲以前の嵯峨源氏の蒲池氏を「前蒲池」といい、久憲以後の宇都宮氏の蒲池氏は「後蒲池」と言う。そして蒲池氏が筑後における最有力の大身となるのは、久憲以後の後蒲池の時代であり、蒲池氏は筑後に広く門脈を広め、分家、支族を多数持ち、筑後十五城の筆頭大名となる。

## 筑後宇都宮氏略系
```
     
藤原道兼
（
藤原北家
）
　　　　  ┣━━━┳━━━┓
　　　　 
兼隆
　　
兼綱
　　
兼信

　　　　  ┃
　　　　 
兼房

　　　　  ┃
　　　　 
宗円
（
宇都宮氏
）
　　　　　┃
　　　　 
八田宗綱

　　　　　┃
 　　　　
宇都宮朝綱

　　　　　┃
　　　　 
成綱

　　　　　┃
　　　　 
頼綱

　　　　　┃
　　　　 
泰綱

　　　　　┃
　　　　 
景綱

　　　　　┣━━━━━━┓
　　　　 
貞綱
　　　　　
泰宗

　　　　　┣━━┓　　　┣━━━━━┓
　　　　 
公綱
　
冬綱
　
武茂
時綱
　　　
貞泰

　　（
下野宇都宮氏
）　　　　　      ┣━━━━━━━┳━━━━━━━┳━━━━━━━┓
　　　　 　　                  　  
義綱
　　　　　　
貞宗
　　　　　　
貞久
　　　　　　
貞邦

　　　　　　　　　　             　 ┃　　　　　  　┃　　　　　　　┃
　　　　 　　　　　　　　　　　　
城井元綱
　　　　　
豊房
　　　　　　
懐久

　　　　　　　　　　（
豊前宇都宮氏
・城井氏嗣）（
伊予宇都宮氏
）　　　┣━━━━━━━┓
　　　　 　　　　　　　　　　　　　　　　　　　　　　　　　　　　
蒲池久憲
　　　　　
資綱

　　　　　　　　　　　　　　　　　　　　　　　　　　　　　　　　　　┣━━┓　　　　┃
　　　　 　　　　　　　　　　　　　　　　　　　　　　　　　　　　　
義久
　
城井則房
　
大木政長

   　　　　　　　　　　　　　　　　　　　　　　　　　　　　　　　（
蒲池氏
）　　　（
大木氏
）
```